# Talipariti simile
Talipariti simile är en malvaväxtart som först beskrevs av Carl Ludwig von Blume, och fick sitt nu gällande namn av Paul Arnold Fryxell. Talipariti simile ingår i släktet Talipariti och familjen malvaväxter. Inga underarter finns listade i Catalogue of Life.